# Куликов, Александр Петрович
Александр Петрович Куликов (укр. Олександр Петрович Куликов; род. 10 февраля 1955, Свердловск, РСФСР, СССР) — советский и украинский профессиональный хоккеист и тренер. Руководитель юниорской команды ХК «Донбасс».

## Биография
Родился 10 февраля 1955 года в Свердловске. Воспитанник екатеринбургского хоккея. В сезоне 1972/73 дебютировал в высшей лиге СССР за свердловский «Автомобилист».
С 1973 по 1975 год — игрок СКА (Свердловск). В 1975 году вернулся в «Автомобилист», который на тот момент выступал во второй лиге, вместе с командой в 1977 году поднялся в элиту.
В 1980 году, после отчисления из «Автомобилиста», стал игроком киевского «Сокола», сезон 1980/81 пропустил из-за дисквалификации. В высшей лиге чемпионата СССР за команду провёл 7 сезонов. В 1985 году стал бронзовым призёром чемпионата СССР по хоккею с шайбой. В 1986 году вместе с командой стал финалистом кубка Шпенглера.
В 1988 году стал игроком киевского ШВСМ, выступавшего во второй лиге советского чемпионата. С 1989 по 1993 год — играющий тренер венгерского клуба «Лехель». Карьеру игрока заканчивал в Великобритании, выступал за клубы элитной и второй лиги страны.
В 1996 году возглавил венгерский хоккейный клуб «Тиса Волан» (Сегед). В сезоне 1997/98 руководил молодёжной командой «Сокола». С 1999 по 2001 год возглавлял киевский «Беркут», также был главным тренером молодёжной сборной Украины и помощником главного тренера основной национальной команды Анатолия Богданова.
С 2003 по 2006 год работал в Испании, возглавлял клубы местной суперлиги «Витория-Гастейс» и «Хака». В сезоне 2008/09 возглавлял румынский «Стяуа Рейнджерс».
В 2010 году возглавил хоккейный клуб «Донбасс» Донецк, который на тот момент выступал в чемпионате Украины. Александр Куликов руководил командой и в следующем сезоне, когда клуб дебютировал в ВХЛ. В 2013 году Куликов возглавил сборную Украины. Под его руководством команда заняла первое место в группе В первого дивизиона и вышла в дивизион А. 27 июля Куликов покинул пост главного тренера сборной и возглавил «Белый Барс» из Белой Церкви.
С 2014 по 2016 год работал консультантом в британской команде «Питерборо Фантомс». В 2016—2017 годах возглавлял новосозданный клуб «Кривбасс».
С 2017 года А. П. Куликов возглавляет молодежную команду ХК «Донбасс».
.